# Семененко, Артём Андреевич
Артём Андре́евич Семене́нко (укр. Артем Андрійович Семененко; 2 сентября 1988, Запорожье, СССР) — украинский футболист, полузащитник клуба «Таврия-Скиф».

## Биография

### Клубная карьера
Воспитанник запорожского «Металлурга», тренер Евгений Булгаков. За «Металлург» в ДЮФЛ выступал с 2001 года по 2005 год. В 2004 году начал выступать за «Металлург-2» во Второй лиге Украины. 16 июня 2005 года дебютировал в Высшей лиге Украины в матче последнего тура сезона 2004/05 против бориспольского «Борисфена» (2:1), Семененко вышел на 74 минуте вместо Артёма Челядинского. В сезоне 2005/06 вместе с «Металлургом-2» завоевал бронзовые медали Второй лиги. В сезоне 2007/08 «Металлург» занял 2-е место в молодёжном чемпионате Украины. В дубле Семененко нередко играл в качестве капитана. Всего за «Металлург» в чемпионате Украины он провёл 8 матчей, за дубль он сыграл 108 матчей и забил 2 гола. Также провёл 24 матча за «Металлург-2».
В январе 2010 года подписал контракт с луганской «Зарёй», где главным тренером был Анатолий Чанцев, бывший наставник «Металлурга». За «Зарю» в чемпионате Украины дебютировал 28 февраля 2010 года в выездном матче против днепропетровского «Днепра» (2:2), Семененко начал матч в основе, но на 43 минуте был заменён на Игоря Скобу.

### Карьера в сборной
С 2003 года по 2005 год выступал за юношескую сборную Украины до 17 лет и сыграл 16 матчей. Также провёл по 2 матча за сборные до 19 лет и до 21 года.

## Достижения
- Бронзовый призёр Второй лиги Украины (1): 2005/06
- Победитель молодёжного чемпионата Украины (1): 2007/08